# قانون الأميرالية

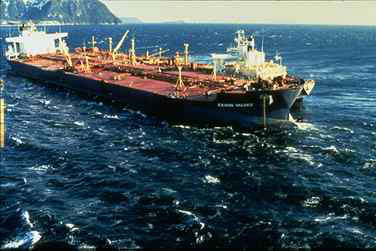

قانون الأميرالية  (بالإنجليزية: Admiralty law) هو قانون يحكم المنازعات والمشاكل المتعلقة بالبحرية . وهو هيئة تجمع بين القانون المدني والنشاط البحري والقانون الدولي العام ويفصل في شئون المؤسسات والشركات الخاصة التي تسير سفن في البحر ويرعي حقوق العاملين على السفن في البحر . وهو يختص بالتجارة البحرية، والملاحة، وتشغيل السفن، والبحارة، ونقل المسافرين والبضائع في البحر. وتوجد محاكم في البلاد للفصل في المنازعات التي تنشأ في البحر.
ويفصل  قانون الأميرالية في المنازعات الناشئة في البحر مثل الخدمة على السفن، أو الحوادث والإصابات التي تحدث عليها. وطبقا للقانون المدني فإنه يحق للدائن الحجز على ممتلكات للمدين إلى أن يُسَدِّد الدين الذي عليه.
وفي الولايات المتحدة الأمريكية يختلف القانون الأميرالية Admiralty law عن القانون البحر Law of the Sea حيث يعتبر قانون البحر قانونا دوليا عاما يفصل في حقوق الملاحة البحرية، وحقوق استخراج المواد الأولية من البحر، والفصل في المنازعات على المياه الإقليمية، كما يفصل القانون الدولي في العلاقات بين الدول.
ورغم أن كل نظام قانون له خصائصة الذاتية من وجهة الفصل في المنازعات البحرية، فإن قانون الأميرالية يتميز باحتوائه على أحكام كغيره من تشريعات القانون الدولي وقد تم تطويره في العقود الأخيرة من السنين، كما يحتوي على عدد من البنود المتفق عليها بين عدد قليل نسبيا من الدول .

## اقرأ أيضاً
- اتفاقية الأمم المتحدة لقانون البحار
- حق الحجز البحري
- مؤجل
- مستحقات مؤجلة
- دفع مسبق
- ضمان إضافي
- صاحب بوليصة تأمين
- تخصيص الأموال
- التزام قانوني
- التزام حالي
- عملة
- عملة قانونية
- عملة متداولة
- مصروفات جارية
- في الإيداع
- نقص